# آماوادین
آماوادین (به انگلیسی: Amavadin) با فرمول شیمیایی [V{NO[CH(CH۳)CO۲]۲}۲]۲- یک ترکیب شیمیایی است. که جرم مولی آن 398.94 g/mol می‌باشد. شکل ظاهری این ترکیب، Light blue in solution است.